# 佐世保市立成徳高等女学校
| 佐世保市立成徳高等女学校 略称：成徳高女 | 佐世保市立成徳高等女学校 略称：成徳高女                                        |
| --------------------------------------- | ------------------------------------------------------------------------------ |
| 創立                                    | 1902年（明治35年）                                                             |
| 所在地                                  | 長崎県佐世保市                                                                 |
| 初代校長                                | 大坪喬儀                                                                       |
| 廃止                                    | 1948年                                                                         |
| 後身校                                  | 佐世保市立成徳高等学校 → 長崎県立佐世保南高等学校校 → 長崎県立佐世保北高等学校 |
| 同窓会                                  |                                                                                |

佐世保市立成徳高等女学校（させぼしりつせいとくこうとうじょがっこう）は、明治期に長崎県佐世保市に設立された旧制の高等女学校。略称は「成徳」、「成徳高女」。
長崎県立佐世保南高等学校と長崎県立佐世保北高等学校の前身の1つとなった学校である。

## 概要
歴史
1902年（明治35年）に開校した「私立佐世保女学校」を前身とする。創立者は高等小学校教師であった山北トミ。佐世保新聞記者の大坪喬儀とともに佐世保市に女子技芸学校の必要性を唱え、市内有志から支援を受け、山北自身も私財をなげうち佐世保市初の女学校を創立した。その後、数回の改称を経て1922年（大正11年）5月に「佐世保市立成徳高等女学校」、1948年（昭和23年）4月学制改革により「佐世保市立成徳高等学校」となった。その半年後には佐世保市内普通科高等学校5校の統合が決定し、翌年1949年（昭和24年）2月に長崎県立佐世保南高等学校と長崎県立佐世保北高等学校の2校が誕生し、成徳高等女学校・成徳高等学校は閉校した。
閉校後も成徳高等女学校同窓会は存続され、2002年（平成14年）に創立100周年を迎えた。
校風
「質実剛健」「良妻賢母」
校章・校旗
八稜鏡を背景に、校名「成徳」の文字（縦書き）を置いている。なお、成徳高等女学校の校旗は現在長崎県立佐世保北高等学校 校長室前に掲示されている。
校歌
1928年（昭和3年）12月に制定。作詞は大西祐八（第7代校長）、作曲は黒部峯蔵による。3番まであり、校名の「成徳」が歌詞に登場する。
「美しき天然」（読みは「うるわしきてんねん」）
1902年（明治35年）に作曲家田中穂積によって作曲された。佐世保鎮守府に第3代軍楽長として赴任した田中は、成徳高等女学校の前身である佐世保女学校の音楽教師も務め、同校の音楽教材として「美しき天然」を作曲した。この曲は日本初のワルツ曲と言われ、昭和初期に校歌が制定されるまで校歌代わりとして使用された。
作詞は国文学者の武島羽衣による。
同窓会
「成徳会」と称し、東京、関西、北九州、福岡、佐賀、長崎、熊本、諫早、松浦・北松、大村・東彼、武雄温泉地区に支部を置いていた。

## 沿革
- 1902年（明治35年）
  - 3月 - 私立佐世保女学校の設置が認可。（東彼杵郡佐世保村字八幡谷）
  - 4月 - 佐世保市八幡町[5]に「私立佐世保女学校」が開校。
    - 本科、技芸科・教員養成科・補習科を設置し、23坪の民家を校舎とする。校首には山北トミ、校長には大坪喬儀が就任し、他教員5名、生徒80名でのスタートであった。

  - 7月 - 校舎が破損し、相生町の東家に移転。
  - この年 - 音楽教師を務めていた田中穂積により音楽教材として「美しき天然」が作曲。校歌代わりとして歌われるようになる。
- 1903年（明治36年）4月 - 山北トミが校長に就任。裁縫科を専科に、別科を技芸科に改定。教員養成科の修業年限を一ヶ年に変更。
- 1904年（明治37年）
  - 3月 - 第1回卒業式を挙行。本科・本科補習科・技芸補修科・専科補習科・教員養成補習科・専科）
  - 5月 - 七種純一郎が校医に就任。
  - 11月 - 比良町149番地に新校舎が完成し、移転。
- 1908年（明治41年）
  - 4月 - 山北トミが校長を辞任し、夫とともに朝鮮半島へと渡る。
  - 5月 - 教員養成科・専科を廃止し、本科の修業年限を4ヶ年、技芸科の修業年限を3ヶ年とする。
- 1909年（明治42年）4月 - 技芸科分教場 兼 寄宿舎を設置。
- 1912年（大正元年）
  - 9月 - 高等女学校令により、「私立成徳高等女学校」と改称。
  - 11月 - 授業料を月1円50銭に値上げ。
- 1913年（大正2年）
  - 7月11日 - 電話開通。
  - 9月 - 校友会（同窓会）誌「成徳」第1号を発行。
- 1915年（大正4年）10月 - 初の修学旅行を実施。
- 1917年（大正6年）
  - 9月 - 佐世保市より佐世保市立八幡小学校[6]跡を貸与され、八幡町60番1号に移転。
  - 10月 - 万徳町に寄宿舎が完成。
- 1919年（大正8年）
  - 6月 - 校名から私立を除き、「成徳高等女学校」に改称。
  - 7月 - 授業料を月2円に値上げ。
  - 8月 - 家事実習室が完成。第1回敬老会を実施し、70歳高齢者を招待。（1922年（大正11年）の第4回まで）
- 1920年（大正9年）
  - 3月 - 授業料を月2円50銭に値上げ。
  - 8月 - 佐世保市立保立小学校[6]仮校舎跡3教室を佐世保市から借り入れる。
- 1921年（大正10年）
  - 7月 - 平行棒・助木などの体操器械を新設。
  - 10月 - 下駄ばきから、ゴム靴使用となる。頭髪に網を使用。
- 1922年（大正11年）5月 - 市移管に伴い、「佐世保市立成徳高等女学校」に改称。
- 1923年（大正12年）
  - 5月 - 同窓会を開催。会則を制定。大正天皇・皇后 御真影拝戴式を挙行。
  - 6月 - 制服を「洋服」に制定。
  - 7月 - 保護者会が発足。ミシン、会席膳、洋食器、座布団等を順次揃えていく。
  - この年 - 初めて追弔会（ついちょうえ）[7]を実施。
- 1924年（大正13年）
  - 2月 - 紀元節後、皇太子成婚を記念し、イチョウの播種式を挙行。
  - 10月 - 初の外地への修学旅行を実施。目的地は京城。
- 1925年（大正14年）11月 - 国民精神興証書下賜奉読式を挙行。
- 1927年（昭和2年）
  - 1月 - 八幡町33番地に移転が決定。
  - 7月 - 学友団を結成。通学区を15に分け、自治活動を行うというものであった。
- 1928年（昭和3年）
  - 4月 - 授業料を月3円50銭に値上げ。
  - 5月 - 新校舎を起工。
  - 9月 - 寄宿舎を万徳町から比良町21番地へ移す。
  - 10月 - 昭和天皇・皇后御真影拝戴式を挙行。
  - 12月 - 新築校舎上棟式を挙行。
  - この年 - 校旗、校歌、徽章を制定。
- 1929年（昭和4年）
  - 3月 - 鉄筋コンクリート造3階建ての新築校舎が完成し、移転。新校舎で卒業式を挙行。ふくろうの庭が完成。
  - この年 - 新入生の制服を上級生が製作するようになる。
- 1931年（昭和6年）11月 - 昭和天皇奉迎に全校生徒が参加。
- 1933年（昭和8年）
  - 4月 - 授業料を3円80銭に値上げ。
  - 6月 - 童話研究会を開催。
  - 7月 - 水泳部を設置。野崎海水浴場で5日間水泳大会を実施。
  - 11月 - 全国応募で4年生徒の作品「世界は仲よし」が優秀賞を受賞。山田耕筰によって作曲され、日本全国・世界へ放送。
- 1934年（昭和9年）
  - 5月 - 講堂が完成。創立者山北トミ胸像[8]が完成。5月1日を創立記念日とする。
  - この年 - 制服がセーラー服となる。
- 1936年（昭和11年）- 防空演習を実施。
- 1937年（昭和12年）- 初めて志佐（現・松浦市志佐町）で臨海学校を実施。
- 1939年（昭和14年）- 研究科を設立。満鮮旅行を中止。
- 1940年（昭和15年）- 新入生の制服は4年生が、体操服は3年生がミシンで手作りするようになる。
- 1941年（昭和16年）- 修業年限5ヶ年が認可されるも、実施は不可。校舎を増築。全校生徒制服を改造。セーラー服が禁止となる。
- 1942年（昭和17年）- 敵性語として英語の授業がなくなる。
- 1943年（昭和18年）4月 - 国からの要請で戦時託児所として成徳保育園を併設し、4年生の保育実習を開始。戦況の悪化に伴い、修学旅行が中止。
- 1944年（昭和19年）
  - この年 - 戦時教育令により、「成徳高女報国隊」が結成。戦況悪化に伴い、臨海学校が中止。
  - 1月 - 4年生が動員組と進学組に分かれる。
  - 2月 - 第二部（夜間部、定時制課程）を併設。
  - 5月 - 第一次学徒動員が行われ、川棚海軍工廠に動員される。
  - 10月 - 佐世保海軍工廠に動員される。
- 1945年（昭和20年）
  - 3月 - 卒業式が空襲で中断。
  - この年 - 空襲に備え、校舎が迷彩色に塗色。
  - 6月29日 - 佐世保大空襲により、鉄筋校舎のみが残る。ただし2階・3階部分は全焼。
  - 9月 - 焼け残った教室等[9]で2クラス講堂の授業を再開。軍払い下げの机・椅子を2人1組で搬入（日野峠越えを行う）。英語の授業を再開。
- 1946年（昭和21年）
  - 4月 - 成徳高等女学校最後の入学式を挙行。
  - この年 - 文化活動が復活。外地からの引揚者が編入。
- 1947年（昭和22年）
  - 3月 - 生徒募集を停止。
  - 4月 - 学制改革により、新制中学校が発足したことに伴い、成徳高等女学校併設中学校を設置し、2・3年生を収容。4年生はそのまま高等女学校の生徒とする。
  - この年 - 修学旅行が復活。目的地は雲仙。
- 1948年（昭和23年）
  - 3月 - 成徳高等女学校卒業式（最終）と併設中学校卒業式を挙行。
  - 4月 - 学制改革により、「佐世保市立成徳高等学校」（新制高等学校、女子校）が発足。高等女学校を解体。
    - 前月、高等女学校を卒業した生徒のうち希望者は高校2年生に、併設中学校を卒業した生徒のうち希望者は高校1年生となった。
    - 佐世保市立第二高等女学校[10]、私立済美高等女学校[11]、私立佐世保女子商業学校[12]より希望者を受け入れる。

  - 11月 - ニブロ米占領軍軍政部教育官の方針により、佐世保市内の普通科高等学校5校[13]を統合の上、小佐世保川を境[14]に男女共学の「長崎県立佐世保北高等学校」と「長崎県立佐世保南高等学校」を設置することが決定[15]。5校の併設中学校も、佐世保南・北の2校に統合される[16]
- 1949年（昭和24年）
  - 2月1日 - 「長崎県立佐世保南高等学校」と「長崎県立佐世保北高等学校」が正式に認可されて発足。旧・成徳高等女学校校舎は長崎県立佐世保北高等学校に継承される。
  - 4月 - 成徳高等女学校第二部が、長崎県立佐世保北高等学校定時制課程に継承される[17]。

長崎県立佐世保南高等学校#沿革、長崎県立佐世保北中学校・高等学校#沿革も参照。
閉校後・同窓会の活動等
- 1952年（昭和27年）11月 - 同窓会総会の中で、同窓会を「成徳会」と命名。
- 1961年（昭和36年）4月 - 創立者山北トミ胸像[8]を再建。
- 1975年（昭和50年）3月 - 成徳高女発祥の地（佐世保市社会福祉協議会別館入口）に石碑を建立。
- 1979年（昭和54年）12月 - 佐世保北高等学校の校舎が新築されることになり、成徳高女時代からの校舎に対してお別れ式を実施。
- 1982年（昭和57年）- 佐世保北高等学校の新校舎が完成。解体された成徳高女時代の校舎と外観の似ている校舎が完成した。
- 2002年（昭和14年）4月 - 創立100周年を記念して、佐世保北高等学校前庭に記念碑を建立。

## 歴代校長
（）内は前職, 就任〜在任期間を表す。
- 初代 - 大坪喬儀 （佐世保新聞記者, 1902年（明治53年）4月 〜 1903年（明治36年）5月までの1年間）
- 第2代 - 山北トミ （高等小学校[18]教師, 1903年（明治36年）5月 〜 1908年（明治41年）4月）- 辞任後は朝鮮半島に渡り、仁川高等女学校の教員を務める。
- 第3代 - 高田眞雄 （静岡県浜松高等女学校より, 1908年（明治41年）4月 〜 1916年（大正5年）8月）
- 第4代 - 播本常次 （1917年（大正6年）2月 〜 1918年（大正7年）2月）
- 第5代 - 北村倉之助 （戸尾尋常高等小学校より, 1919年（大正8年）3月 〜 1922年（大正11年）6月）- 退職後は若松市立高等女学校へ。
- 第6代 - 椛島駒次 （若松市立高等女学校より, 1922年（大正11年）6月 〜 1926年（大正15年）4月、在職中に死去）
- 第7代 - 大西祐八 （長崎県立長崎高等女学校より, 1926年（大正15年）6月 〜 1933年（昭和8年）9月）
- 第8代 - 寺田健一 （長崎県立五島中学校より, 1933年（昭和8年）9月 〜 1944年（昭和19年）4月）- 退職後は佐世保市学務課長へ。
- 第9代（最終）- 中村健次郎 （長崎県立壱岐中学校より, 1944年（昭和19年）4月 〜 1948年（昭和23年）11月[19]）

## 生徒会活動・部活動
生徒会活動は部活動を含め、「学友会」・「校友会」と呼ばれていた。
校友会（生徒会）
- 文芸部
- 運動部
- 園芸部
- 購買部
- 庶務・会計部

運動部
- 庭球部
- 排球部
- 籠球部
- 卓球部
- 陸上部
- 体操部
- 弓道部
- 水泳部

文化部
- 園芸部
- コーラス部
- 英語部
- 作法部
- 鼓笛隊
- 英語部（戦後）